# Hamma (métro d'Alger)
Hamma est une station de la ligne 1 du métro d'Alger. Elle est située sous le boulevard Rouchaï Boualem à l'intersection de la rue Chabbra Abdelkader dans le quartier du Hamma.

## Situation sur le réseau
Établie en souterrain, la station Hamma est une station de la ligne 1 du métro d'Alger, située entre les stations, Aïssat Idir, en direction de Tafourah - Grande Poste, et Jardin d'essai, en direction de Haï El Badr.

## Services aux voyageurs

### Accès et accueil
Elle dispose de quatre accès : rue Abdelkader Chaabra, rue Ahcene Amrani, rue Mohamed Merzougui et rue Boualem Rouchai.

### Intermodalité
Elle est en correspondance avec le téléphérique d'El Madania.

## À proximité
- Le quartier du Hamma
- Les ateliers de la SNTF
- Les halles centrales
- L'hôtel Sofitel d'Alger